# Andreas Keuser
Andreas Keuser (Salzkotten, 14 april 1974) is een Duits voormalig wielrenner.

## Carrière
Keuser was een aantal jaren profrenner en behaalde zijn grootste succes in 2011 waar hij drie overwinningen behaalde.

## Erelijst
2011
- 1e etappe Machi Kritis
- Algemeen klassement Machi Kritis
- Ronde van Trakya
- 7e etappe Ronde van Roemenië

Alfian · Ford · Galović · N. Jovanović · S. Jovanović · Kastrantas · Kervadec · Keuser · Klisurić · Roman · Rugg · Schils · Tigrine · Veselinović